# Dom von Massa

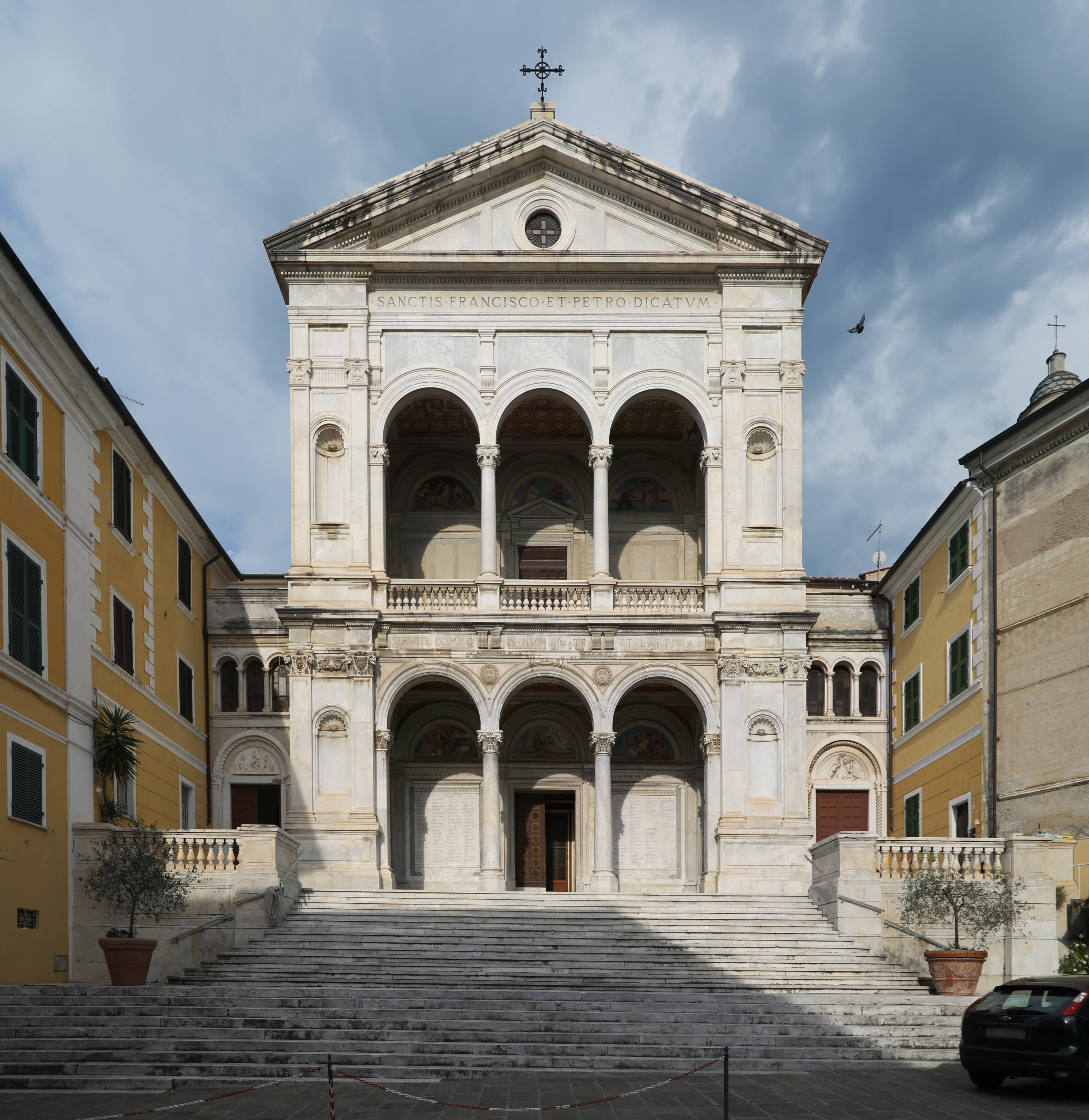
Kathedrale von Massa

Der Dom von Massa oder die Kathedrale St. Peter und St. Franziskus (italienisch Cattedrale dei Santi Pietro e Francesco) ist eine Kirche in der toskanischen Stadt Massa. Die Kathedrale des Bistums Massa Carrara-Pontremoli ist den Heiligen Petrus und Franz von Assisi geweiht und trägt den Rang einer Basilica minor. Die barocke Kirche stammt aus dem 17. Jahrhundert.

## Geschichte

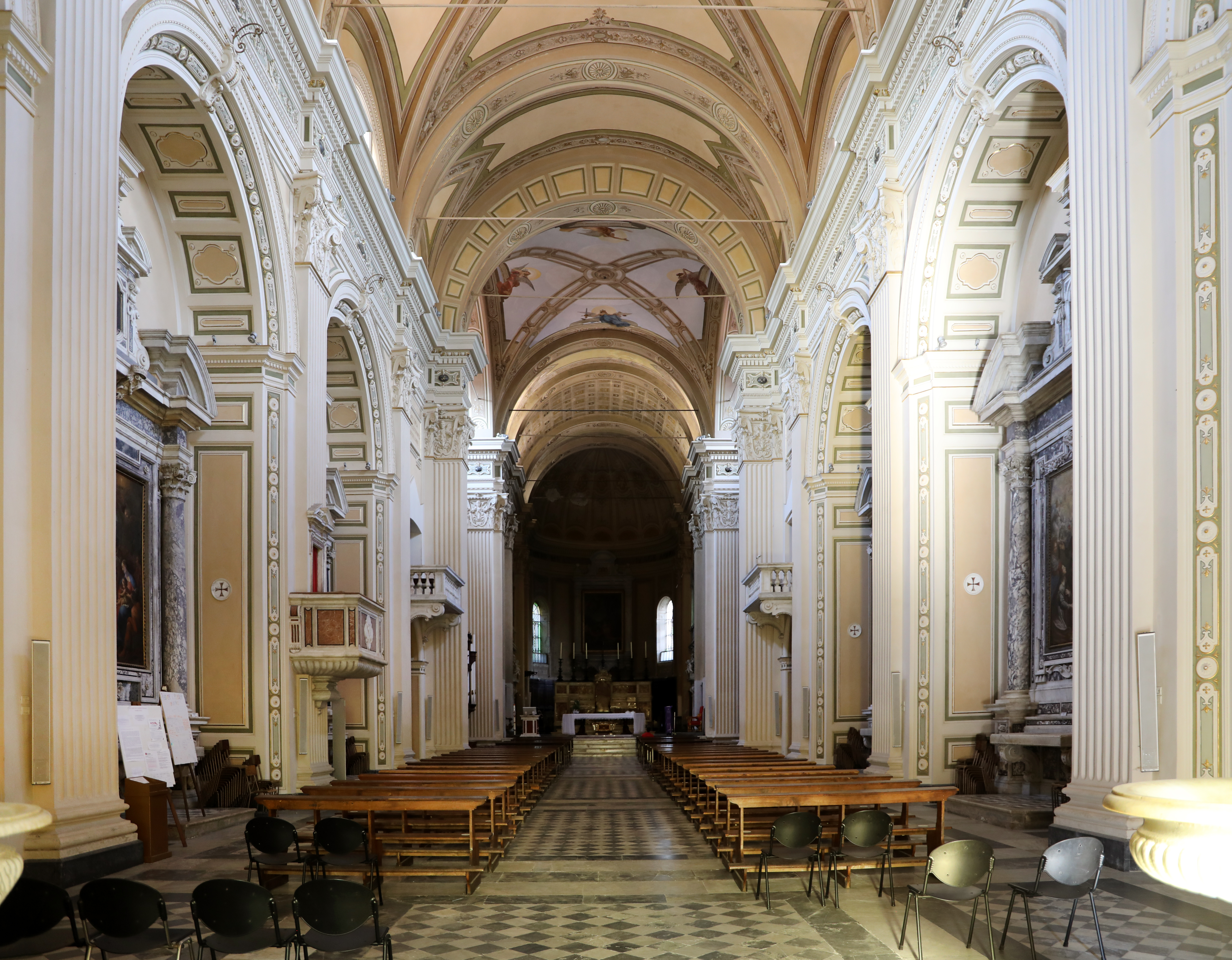
Innenraum

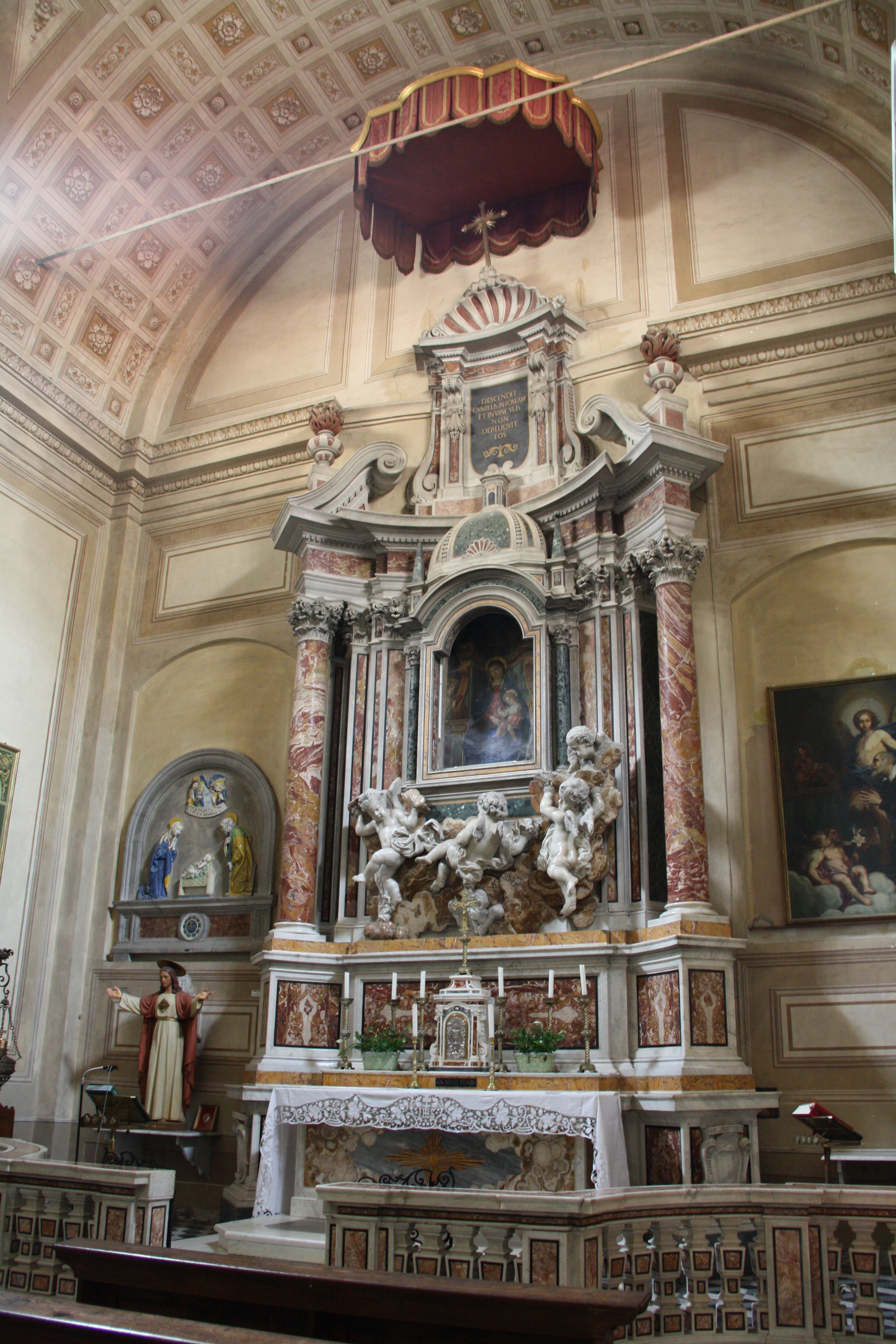
Grablege des Herzoghauses

Die einschiffige Kirche wurde auf den Grundmauern einer Klosterkirche der Benediktinerinnen errichtet, die 1389 geweiht wurde. Nachdem diese kriegsbedingt verlassen wurde, wurde von Franziskanerbrüdern 1476 eine neue Klosterkirche errichtet, die dem hl. Franz von Assisi geweiht wurde. Die Kirche wurde auch als Grablege der Familie Cibo-Malaspina genutzt, die das Herzogtum Massa und Carrara innehatte. Herzog Alberico II. ließ mit der entscheidenden Unterstützung seines Bruders Kardinal Alderano Cibo die Kirche 1660–71 durch den Architekten Giovanni Francesco Bergamini und dessen Sohn Alessandro Bergamini vergrößert nahezu neu errichten. In der nach römischem Vorbild gestalteten Kirche wurden ein großer marmorner Hochaltar sowie zwei weitere Altäre im Querschiff errichtet. Das Gemälde der Unbefleckten Empfängnis stammt von Carlo Maratta, von Luigi Garza ist das Gemälde der Dreifaltigkeit erhalten. Anschließend wurde durch Domenico Martinelli eine neue Kapelle hinter dem rechten Altar des Querschiffs als Mausoleum des Herzoghauses geschaffen. Hierbei wurde polychromer Marmor verschiedener Herkunft verwendet.
Nach dem Abriss der nahen Peterskirche durch Elisa Bonaparte, Schwester Napoleons und Großherzogin der Toskana, wurde deren Patrozinium auf die Franziskuskirche übertragen. Mit Schaffung des Bistums Massa Carrara wurde die Kirche 1823 zur Kathedrale St. Peter und Franziskus erhoben. Im Jahr 1936 wurde die Marmorfassade nach einem Projekt von Cesario Fellini errichtet. Im November 1964 verlieh Papst Paul VI. der Kathedrale den Rang einer Basilica minor.